# Nuits-Saint-Georges
Pour les articles homonymes, voir Nuit, Saint-Georges, Saint Georges, Georges et Nuits-saint-georges (AOC).
Nuits-Saint-Georges est une commune française située dans le département de la Côte-d'Or, en région Bourgogne-Franche-Comté.
Ses habitants sont appelés les Nuitons et Nuitonnes.

## Géographie
La commune comprend la ville de Nuits-Saint-Georges et le village de Concœur-et-Corboin. La géographie est typique des villages viticoles de la côte. Sur les hautes côtes, on retrouve des plantations de pins ou des chaumes. Sur les pentes on trouve les meilleures vignes exposées à l'est ou au sud-est. Les vallées sont des combes. L'eau est présente et jaillit du réseau karstique au pied de la côte. Le sous-sol est essentiellement bajocien mais aussi oxfordien et bathonien. Dans la plaine, on retrouve les alluvions qui annoncent la vallée de la Saône.

### Communes limitrophes
Les communes limitrophes sont Reulle-Vergy, Premeaux-Prissey, Quincey, Segrois, Villars-Fontaine, Vosne-Romanée, Agencourt, Boncourt-le-Bois, Chambolle-Musigny, Chaux, Curtil-Vergy et Flagey-Echézeaux.

### Accès et transports
L'autoroute A31, qui passe au sud-est de la commune offrant au passage la sortie numéro 1, la route départementale 974 (ex-RN74) et les TER permettent de rejoindre Beaune ou Dijon.
En plus de la route départementale 974 qui traverse la commune et le bourg sur un axe d'orientation nord-sud, on trouve passant sur la commune les routes départementales 8, 25 et 116. On trouve aussi sur la commune un aérodrome au nord-est du bourg, l'aérodrome de Nuits-Saint-Georges.
De 1922 à 1933, une voie ferrée reliait Nuits-Saint-Georges à Meuilley. Aujourd'hui des routes départementales et communales rattachent Nuits-Saint-Georges aux Hautes-Côtes et à la plaine de la Saône.

### Hydrographie
La rivière Le Meuzin traverse la ville.

### Relief

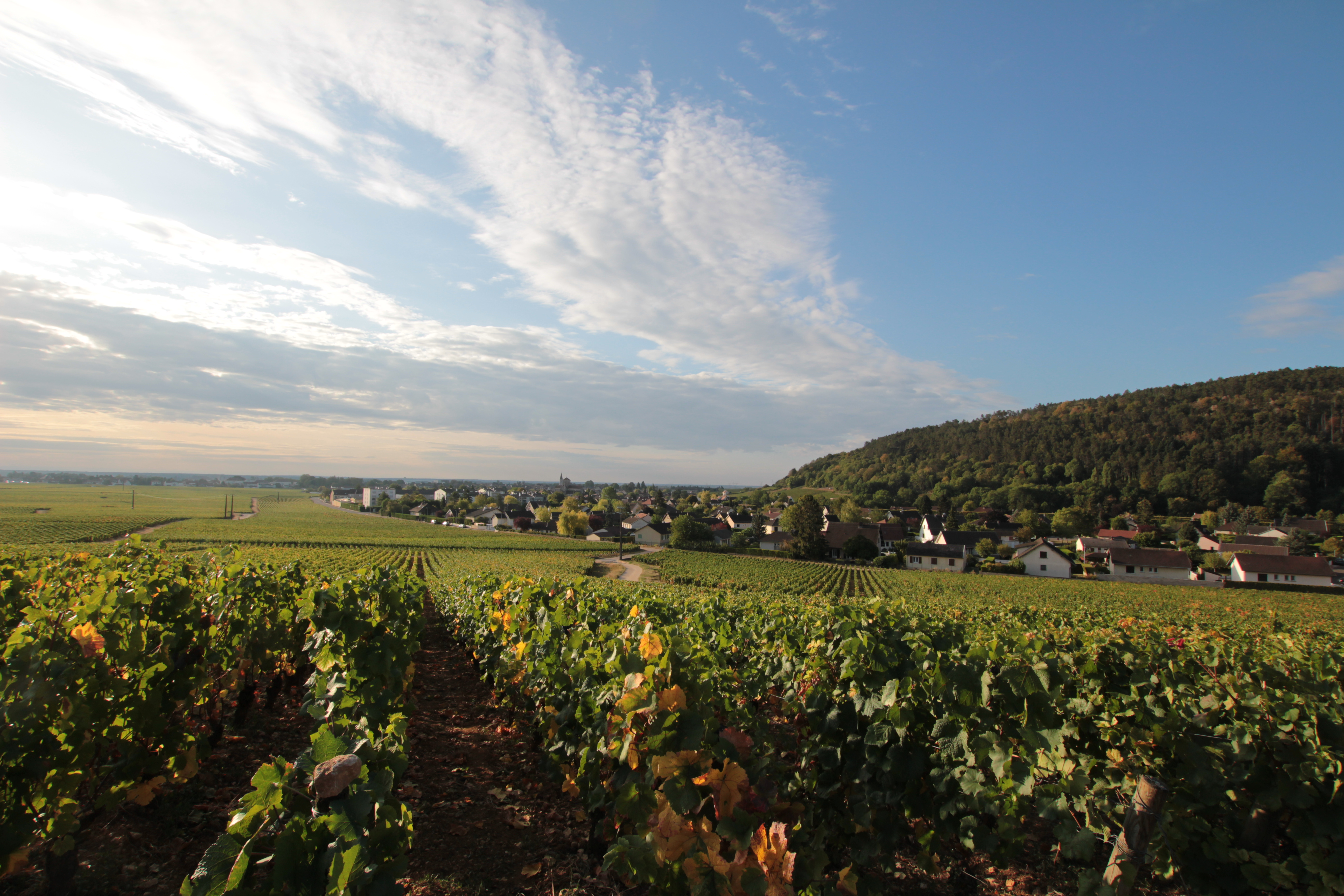
Vue de Nuits-Saint-Georges entourée de coteaux de vignes.

La commune, formée de collines et vallées, connait un relief important. Le point le plus haut, soit 516 mètres d'altitude, est localisé au Nord-Ouest du hameau Corboin, au niveau de la forêt domaniale de Mantuan, en bordure de commune avec Curtil-Vergy et Reulle-Vergy. Le point le plus bas quant à lui, à 224 mètres d'altitude, est localisé au sud du lieu-dit l'étang, à l'extrême sud de la commune.

### Climat
Pour des articles plus généraux, voir Climat de la Bourgogne-Franche-Comté et Climat de la Côte-d'Or.
En 2010, le climat de la commune est de type climat océanique dégradé des plaines du Centre et du Nord, selon une étude du Centre national de la recherche scientifique s'appuyant sur une série de données couvrant la période 1971-2000. En 2020, Météo-France publie une typologie des climats de la France métropolitaine dans laquelle la commune est dans une zone de transition entre le climat océanique altéré MF-T2 et le climat océanique altéré MF-T3 et est dans la région climatique Bourgogne, vallée de la Saône, caractérisée par un bon ensoleillement (1 900 h/an), un été chaud (18,5 °C), un air sec au printemps et en été et des vents faibles. 
Pour la période 1971-2000, la température annuelle moyenne est de 11 °C, avec une amplitude thermique annuelle de 18 °C. Le cumul annuel moyen de précipitations est de 786 mm, avec 11,1 jours de précipitations en janvier et 7,2 jours en juillet. Pour la période 1991-2020, la température moyenne annuelle observée sur la station météorologique de Météo-France la plus proche, « Saint-Nic. Citeaux », sur la commune de Saint-Nicolas-lès-Cîteaux à 8 km à vol d'oiseau, est de 11,2 °C et le cumul annuel moyen de précipitations est de 813,8 mm,. Pour l'avenir, les paramètres climatiques de la commune estimés pour 2050 selon différents scénarios d'émission de gaz à effet de serre sont consultables sur un site dédié publié par Météo-France en novembre 2022.
| Mois                                  | jan.           | fév.            | mars         | avril         | mai           | juin           | jui.            | août           | sep.          | oct.          | nov.             | déc.         | année    |
| ------------------------------------- | -------------- | --------------- | ------------ | ------------- | ------------- | -------------- | --------------- | -------------- | ------------- | ------------- | ---------------- | ------------ | -------- |
| Température minimale moyenne (°C)     | −0,3           | −0,2            | 2,2          | 4,2           | 8,5           | 11,6           | 13,4            | 13,2           | 10            | 7,1           | 2,6              | 0,5          | 6,1      |
| Température moyenne (°C)              | 2,8            | 3,9             | 7,6          | 10,2          | 14,6          | 18             | 20,1            | 19,9           | 15,8          | 11,7          | 6,2              | 3,4          | 11,2     |
| Température maximale moyenne (°C)     | 5,9            | 8               | 13           | 16,3          | 20,7          | 24,4           | 26,8            | 26,6           | 21,6          | 16,3          | 9,8              | 6,2          | 16,3     |
| Record de froid (°C) date du record   | −23 09.01.1985 | −19 14.02.1991  | −12 01.03.05 | −6 11.04.1973 | −3 01.05.1984 | 0,8 05.06.1975 | 3,7 04.07.1974  | 2,5 30.08.1998 | −2 30.09.1972 | −6 31.10.1997 | −10,1 27.11.1985 | −15 30.12.05 | −23 1985 |
| Record de chaleur (°C) date du record | 16,9 01.01.23  | 20,1 24.02.1990 | 24 18.03.05  | 29,4 25.04.07 | 31,2 25.05.07 | 36 18.06.22    | 38,6 31.07.1983 | 40 12.08.03    | 34,8 09.09.23 | 28 02.10.01   | 21 03.11.05      | 17 07.12.00  | 40 2003  |
| Précipitations (mm)                   | 58,3           | 49,5            | 53,7         | 61,9          | 80,2          | 66,6           | 72,4            | 69,4           | 65            | 83,4          | 86,3             | 67,1         | 813,8    |

## Urbanisme

### Typologie
Au 1er janvier 2024, Nuits-Saint-Georges est catégorisée bourg rural, selon la nouvelle grille communale de densité à 7 niveaux définie par l'Insee en 2022.
Elle appartient à l'unité urbaine de Nuits-Saint-Georges, une agglomération intra-départementale dont elle est ville-centre,. Par ailleurs la commune fait partie de l'aire d'attraction de Dijon, dont elle est une commune de la couronne,. Cette aire, qui regroupe 333 communes, est catégorisée dans les aires de 200 000 à moins de 700 000 habitants,.

### Occupation des sols
L'occupation des sols de la commune, telle qu'elle ressort de la base de données européenne d’occupation biophysique des sols Corine Land Cover (CLC), est marquée par l'importance des territoires agricoles (50,3 % en 2018), en diminution par rapport à 1990 (54,4 %). La répartition détaillée en 2018 est la suivante : forêts (27,3 %), terres arables (24,9 %), cultures permanentes (19,9 %), zones urbanisées (9,9 %), zones industrielles ou commerciales et réseaux de communication (5,6 %), milieux à végétation arbustive et/ou herbacée (4,2 %), prairies (3,8 %), espaces verts artificialisés, non agricoles (2,7 %), zones agricoles hétérogènes (1,7 %), mines, décharges et chantiers (0,1 %). L'évolution de l’occupation des sols de la commune et de ses infrastructures peut être observée sur les différentes représentations cartographiques du territoire : la carte de Cassini (XVIIIe siècle), la carte d'état-major (1820-1866) et les cartes ou photos aériennes de l'IGN pour la période actuelle (1950 à aujourd'hui).

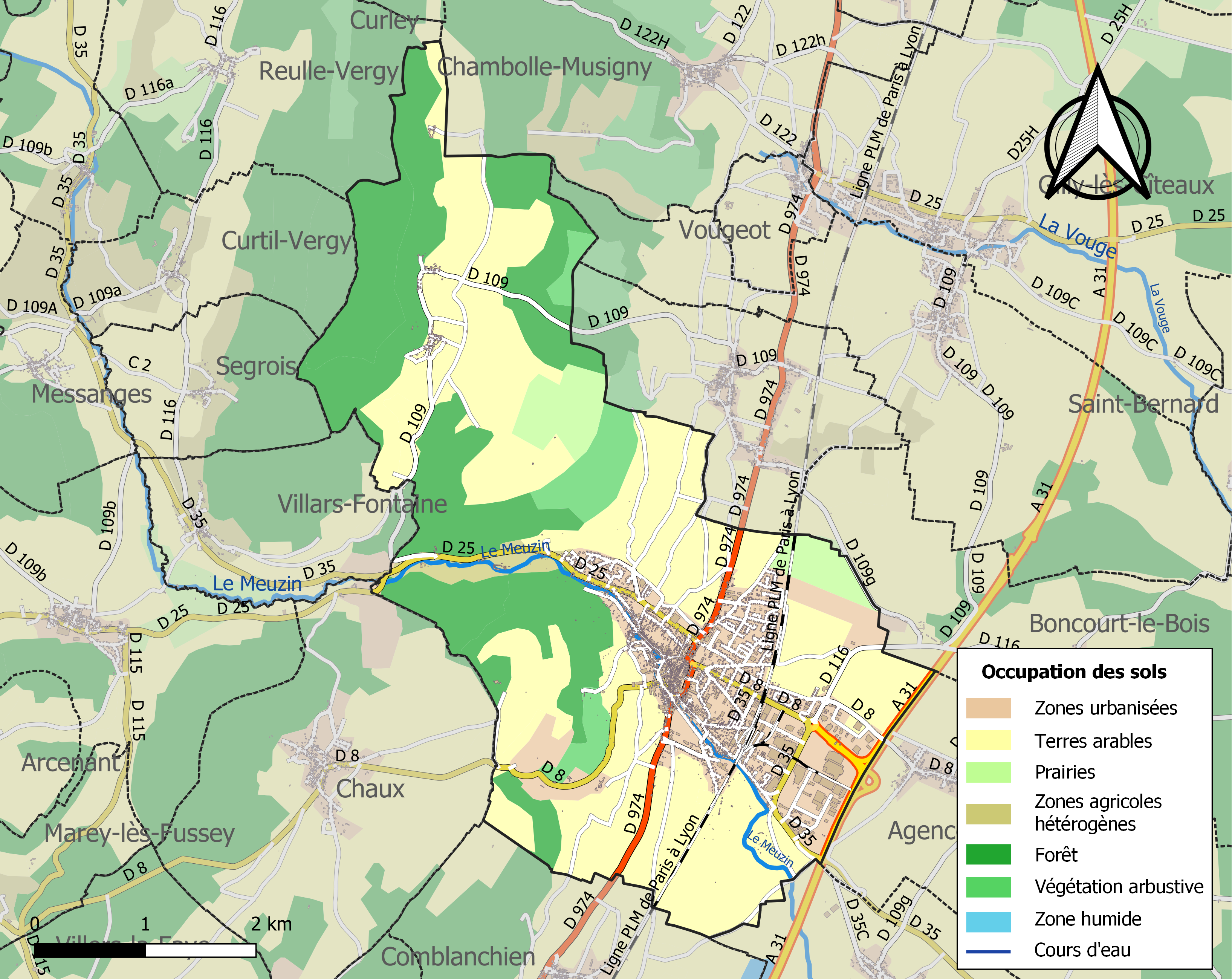
Carte des infrastructures et de l'occupation des sols de la commune en 2018 (CLC).

## Toponymie
Le nom de la localité est attesté sous la forme Nui en 1173.
Nui est la forme de l'ancien français noe ou noue (les deux mots ont la même racine), issue du latin médiéval nauda, lui-même issu d'un mot probablement gaulois de même sens : « prairie marécageuse ».
Une autre hypothèse quant à l'origine du mot Nuits. Il pourrait s'agir du mot noa qui désigne un vallon encaissé dont le fond est un étang, naud qui signifie la terre humide ou bien nubia de la boue fertile, en langue celtique, correspondant à la forme dialectale actuelle nué du noyer. Ce dernier par extension latine a donné noisettes et noix.
Le nom de Saint-Georges est directement lié à la production de vin. Au IVe siècle, Philibert de Mollans aurait rapporté à Nuits les reliques de Georges de Lydda, martyr chrétien persécuté par l'empereur Dioclétien, un clos de vignes de la paroisse aurait alors pris le nom de Saint-Georges. Saint Georges est une figure importante de la région, célébré comme le saint patron de la Bourgogne, il est aussi le patron de l'ordre de chevalerie installée à Besançon : l'ordre de Saint-Georges de Bourgogne.
Afin de faire profiter la commune de la renommée du cru élevé sur son territoire, le conseil municipal a demandé et obtenu l'adjonction du cru célèbre en 1892.

## Histoire

### Origines
Les premières traces de l'homme dans la commune datent du Magdalénien au lieu-dit le Trou-léger.
Au lieu-dit les Bolards, situé au sud-est de Nuits-Saint-Georges, a été retrouvée une ville romaine. Ce site, localisé à proximité de nombreuses voies de passage, est connu depuis le XVIIe siècle ; dès 1836, des travaux d'aménagement ont permis de révéler un vaste ensemble de mobilier funéraire. Des amateurs d'antiquités et propriétaires de terrains locaux ont ensuite à leur tour entrepris de fouiller le site au cours de la première moitié du XXe siècle. Ils ont été suivis à partir de 1963 par les équipes d'Ernest Planson, puis celles de Colette Pommeret et René Goguey, et par le travail de Roland Martin, d'Emile Thevenot et de Paul Lebel.
Les différentes fouilles réalisées ont notamment permis de mettre au jour un forum, un sanctuaire monumental construit au cours de la première moitié du Ier siècle après J.-C., ainsi qu'un temple dédié à Mithra, ou Mithraeum, découvert en 1948. Le mobilier découvert dans ce dernier a été acheté par la ville de Dijon et est aujourd'hui conservé au sein de son musée archéologique : on a notamment retrouvé une statue en calcaire du dadophore Cautès, ou encore celle d'un lion couché tenant entre ses pattes antérieures un vase d'où s'écoule un liquide.
Cette ville romaine a prospéré jusqu'à sa destruction totale au début du Ve siècle. Aujourd'hui même son nom est oublié.

### Moyen Âge
Au Moyen Âge la ville de Nuits est mentionnée sous différents noms, dès le Xe siècle. En 1212, le duc Eudes III octroie à la partie sud de la ville nommée Nuits-Aval une charte communale. L'église Saint-Symphorien est construite au XIIIe siècle. À partir de 1362, la commune construit des remparts.

### Période moderne
Le beffroi date de 1610.
En 1700, l'intendant Ferrand rédigea-t-il un Mémoire pour l'instruction du duc de Bourgogne lui indiquant que dans cette province les vins les meilleurs provenaient des « vignobles [qui] approchent de Nuits et de Beaune ».

### Époque contemporaine

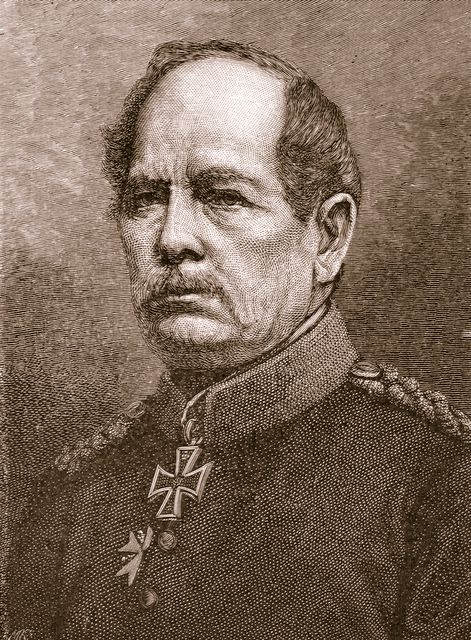
1870, August von Werder prend Nuits pour l'abandonner juste après.

Le plus ancien négoce est la maison Charles Viennot fondée en 1735.
GeisWeiler est fondé en 1804, Morin en 1822, Faiveley en 1825, Bouillot en 1844, Labouré et Gontard en 1846, Dufouleur en 1848. Une curiosité, qui perdure jusque dans les années 1940, est l'élaboration par le négoce de vin rouge effervescent selon la méthode champenoise.
En 1849, le train arrive à Nuits ; la première gare est installée. Une autre gare se trouve sur la même ligne dans l'Yonne à Nuits-sous-Ravière. Pour éviter les confusions, la ville prend le nom de Nuits-sous-Beaune. L'arrivée du chemin de fer permet l'essor du négoce en vin. Chauvenet est fondé en 1853, Bouillot en 1885, Moingeon-Guéneau en 1897, Misserey en 1904, Boisset qui est aujourd'hui le négoce nuiton le plus important, n'est fondé qu'en 1961.

#### Guerre de 1870
Le 30 novembre 1870, le général Crémer remporte le combat de Nuits-Saint-Georges face au Prussiens.
Le 18 décembre 1870, les Allemands, qui veulent s'ouvrir un passage vers Lyon, tentent de s'emparer de Nuits. L'opération est minutieusement préparée, sous la conduite directe du général August von Werder, avec la division badoise menée par le général prussien Adolf von Glümer et le prince Guillaume de Bade. Le général Crémer, avec des moyens en hommes et matériels très inférieurs, lui tient tête. Les combats sont rudes, les forces françaises établissent une ligne de résistance le long de la voie ferrée. Le soir, les troupes allemandes sont maîtresses du terrain mais dès le lendemain, une contre-attaque française les oblige à abandonner la ville et à se replier sur Dijon. Quatre-vingts badois tués au combat sont inhumés au cimetière ancien de Nuits-Saint-Georges.

#### Fin du XIXe siècle
En 1892, la commune prend le nom de Nuits-Saint-Georges, Saint-Georges étant l'une de ses appellations viticoles les plus prestigieuses.
À partir du XIXe siècle, plusieurs fléaux venus d'Amérique vont toucher la vigne et donc l'économie locale. D'abord l'oïdium, puis surtout le phylloxéra qui apparaît en 1879 et finit par entraîner l'arrachage total des plants anciens et leur remplacement par des vignes sur porte-greffes américains. Enfin, le mildiou provoque un désastre considérable dans les cultures en 1910.

#### XXe siècle
La première cave coopérative viticole apparaît en 1911.
En pleine crise de mévente des vins, en 1934, la Confrérie des Chevaliers du Tastevin est fondée à Nuits-Saint-Georges. Pendant ce temps, Henri Gouges rejoint au niveau national le combat mené par le sénateur Joseph Capus et le baron Pierre Le Roy de Boiseaumarié qui va aboutir à la création des appellations d'origine contrôlée. Il devient le bras droit du baron à l'INAO. Ainsi l'AOC Nuits-saint-georges est créée en 1936.
C'est également en 1936 qu'est créée la coopérative agricole de blé. Des silos en béton furent inaugurés en 1938 en présence du ministre de l'Agriculture Georges Monnet.
Le 13 mai 1962, se tient la première vente aux enchères des vins des Hospices de Nuits-Saint-Georges. Les fonds qui y sont récoltés financent à la fois l'établissement, ainsi qu'une association à but caritatif. Ces enchères se déroulent tous les ans.
En 1970, les villages de Concœur et Corboin fusionnent avec Nuits-Saint-Georges.
Le 25 juillet 1971, l'équipage d'Apollo 15 donna officiellement, à un trou lunaire, le nom du « Cratère Saint-Georges », en rendant hommage à Jules Verne. En effet, dans son roman Autour de la Lune, une fine bouteille de vin de Nuits est par hasard retrouvée dans le compartiment des provisions, afin de fêter « l'union de la Terre et de son satellite ».
Le 18 mai 1991, la commune fut choisie comme la ville marraine du sous-marin Rubis S601 de la Marine Nationale.

## Politique et administration

### Liste des maires

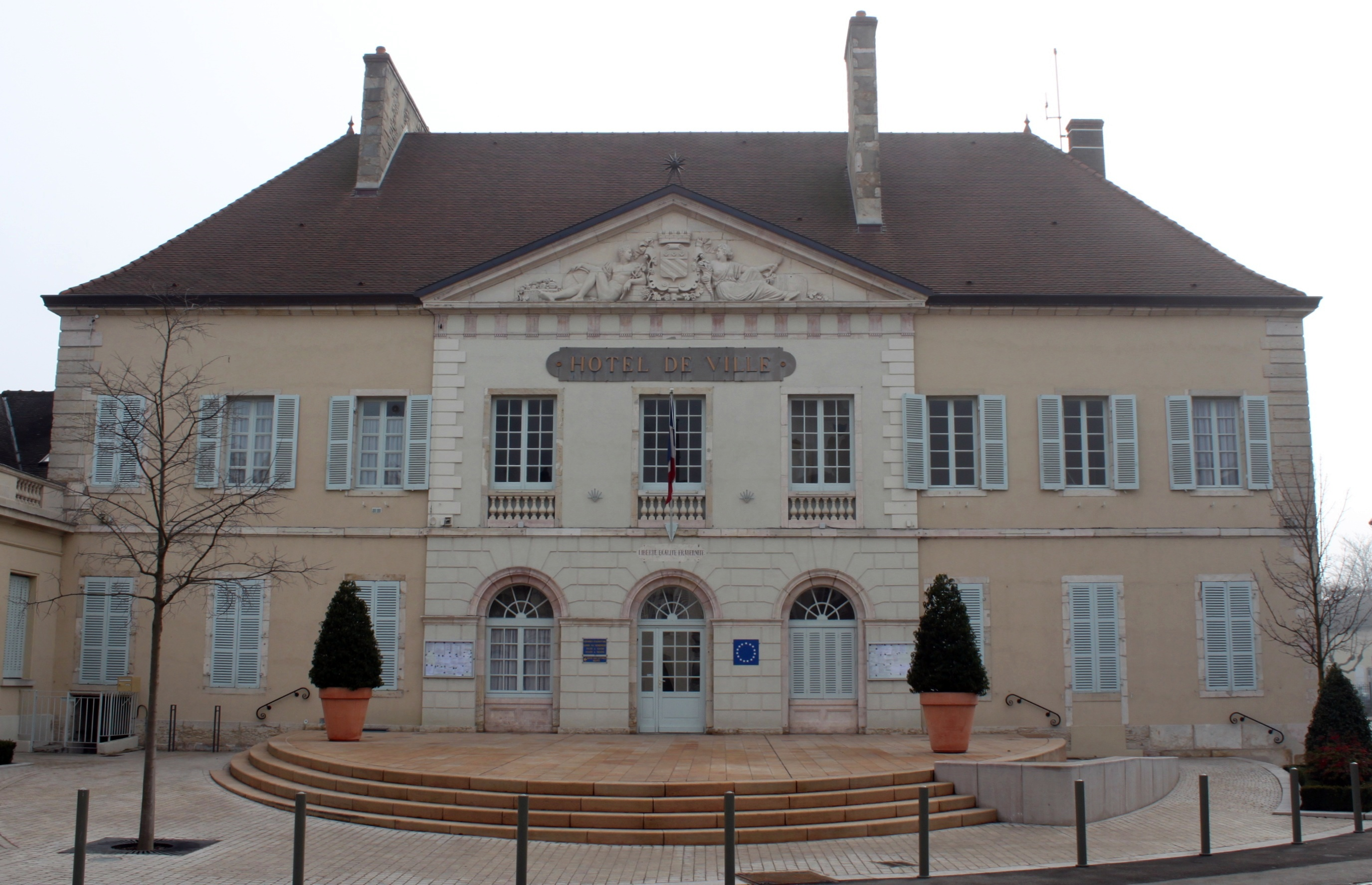
Mairie.

| Période                                  | Période                     | Identité                                | Étiquette      | Qualité  |
| ---------------------------------------- | --------------------------- | --------------------------------------- | -------------- | -------- |
| Les données manquantes sont à compléter. |                             |                                         |                |          |
| vers 1816                                |                             | Nicolas Claude Joseph Marey de Gassendi |                |          |
| 22 décembre 1872                         | 13 mars 1874                | Gaspard Henri de Bahèzre                |                |          |
| vers 1934                                |                             | Gaston Connesson                        |                |          |
| 1969                                     | juin 1995                   | Bernard Barbier                         | RI puis UDF-PR | sénateur |
| juin 1995                                | mars 2008                   | Xavier Dufouleur                        | DVD            |          |
| mars 2008                                | En cours (au 30 avril 2014) | Alain Cartron                           | DVD            |          |

### Intercommunalité
La communauté de communes du Pays de Nuits-Saint-Georges qui gère la plupart des services englobe toutes les communes du canton de Nuits-Saint-Georges.

### Jumelages
La ville de Nuits-Saint-Georges est jumelée avec :
- Tamines (Belgique) depuis le 24 juillet 1958 ;
- Hitchin (Angleterre) depuis novembre 1976 ;
- Bingen am Rhein (Allemagne) depuis juin 1961 ;
- Ichinomiya (en) (Japon) depuis mars 1992 (aujourd'hui intégrée à Fuefuki) ;
- Avanos (Turquie) depuis mars 1993.

Nuits-Saint-Georges est liée également par un pacte d'amitiés avec  Eguisheim (France) depuis le 30 août 1986.

## Démographie
L'évolution du nombre d'habitants est connue à travers les recensements de la population effectués dans la commune depuis 1793. Pour les communes de moins de 10 000 habitants, une enquête de recensement portant sur toute la population est réalisée tous les cinq ans, les populations de référence des années intermédiaires étant quant à elles estimées par interpolation ou extrapolation. Pour la commune, le premier recensement exhaustif entrant dans le cadre du nouveau dispositif a été réalisé en 2004.

En 2022, la commune comptait 5 263 habitants, en évolution de −5,05 % par rapport à 2016 (Côte-d'Or : +0,82 %, France hors Mayotte : +2,11 %).
| 1793  | 1800  | 1806  | 1821  | 1831  | 1836  | 1841  | 1846  | 1851  |
| ----- | ----- | ----- | ----- | ----- | ----- | ----- | ----- | ----- |
| 2 541 | 2 503 | 2 633 | 2 759 | 3 120 | 3 058 | 3 075 | 3 451 | 3 251 |

| 1856  | 1861  | 1866  | 1872  | 1876  | 1881  | 1886  | 1891  | 1896  |
| ----- | ----- | ----- | ----- | ----- | ----- | ----- | ----- | ----- |
| 3 129 | 3 318 | 3 643 | 3 578 | 3 596 | 3 727 | 3 641 | 3 654 | 3 625 |

| 1901  | 1906  | 1911  | 1921  | 1926  | 1931  | 1936  | 1946  | 1954  |
| ----- | ----- | ----- | ----- | ----- | ----- | ----- | ----- | ----- |
| 3 646 | 3 706 | 3 509 | 3 237 | 3 233 | 3 400 | 3 330 | 3 285 | 3 602 |

| 1962  | 1968  | 1975  | 1982  | 1990  | 1999  | 2004  | 2006  | 2009  |
| ----- | ----- | ----- | ----- | ----- | ----- | ----- | ----- | ----- |
| 3 970 | 4 330 | 5 063 | 5 459 | 5 569 | 5 573 | 5 335 | 5 320 | 5 618 |

| 2014  | 2019  | 2022  | - | - | - | - | - | - |
| ----- | ----- | ----- | - | - | - | - | - | - |
| 5 578 | 5 362 | 5 263 | - | - | - | - | - | - |

Les chiffres officiels pour 2019 ne sont pas disponibles. Officieusement, la commune compterait 5 551 habitants.

## Économie

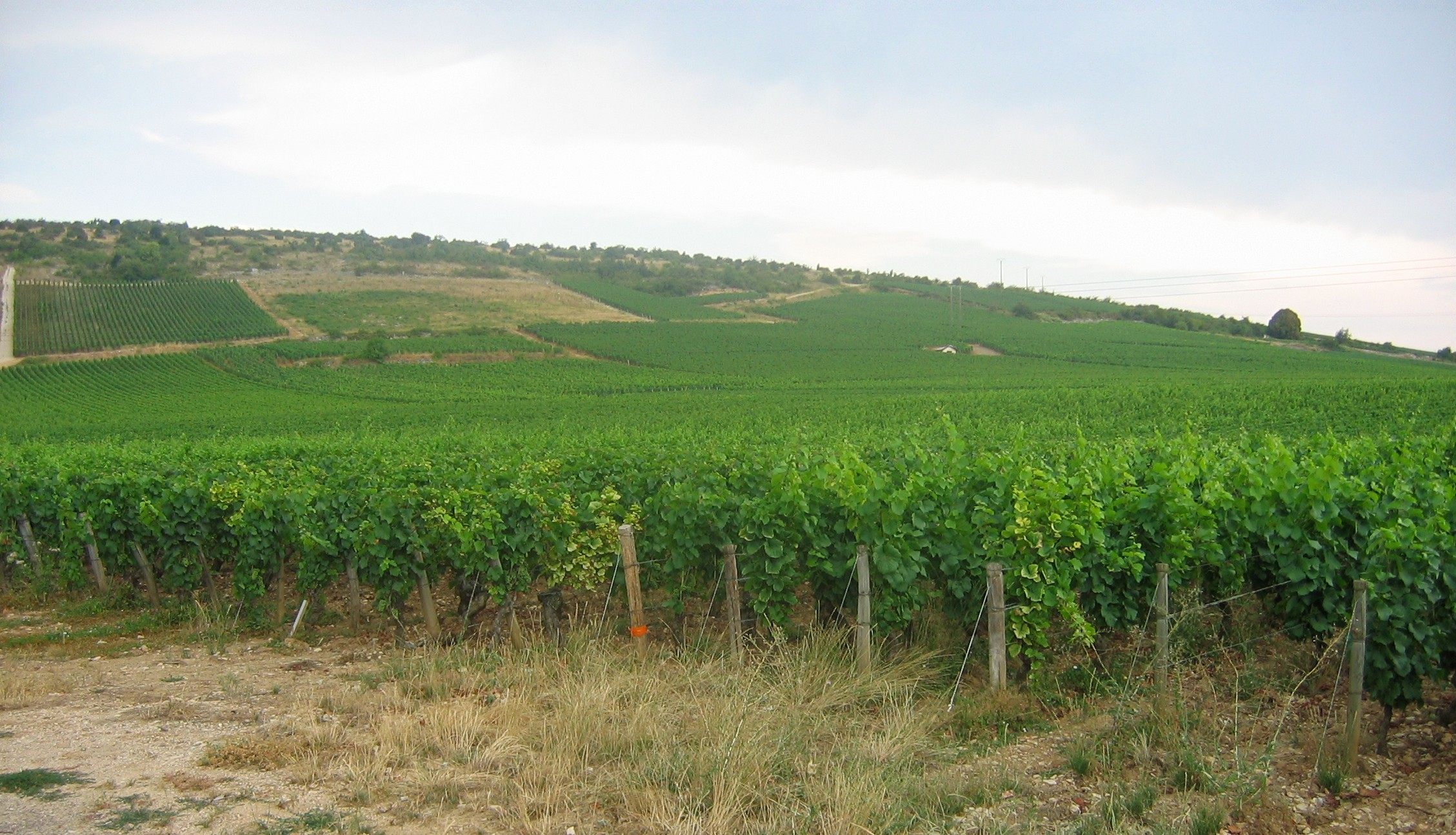
Le vignoble de Nuits-Saint-Georges.

En 2008 la viti-viniculture, au travers de l'exploitation des grands vins de la Côte de Nuits par les grandes maisons de négoce, constitue la principale activité économique de la commune. Aux premiers rangs de celles-ci, on peut citer : Maison Faiveley, Moillard - Grivot, Cottin Frères, Dufouleur Père et Fils, Labouré Roi, Louis Max, Lupé Cholet, Bourgogne Pierre Gruber - Aegerter, Domaine Henri et Gilles Remoriquet, Domaine Chantal Lescure et le Groupe Boisset.
Mais Nuits-Saint-Georges n'est pas qu'une ville de négoce, elle subit également une influence de tradition ouvrière due, d'une part, à la présence de nombreuses imprimeries (Filibert, Label'f, société Bourguignonne d'Imprimerie, imprimerie Millésime, Limoges photogravure, Imprimerie Georges Paris...) et d'autre part, à celle de grandes entreprises installées sur la zone économique du « Pré de Nuits » en bordure de l'autoroute A31, dont principalement : Softal (propriété de Pechiney), la cartonnerie Parnalland (propriété de Smurfit Kappa Group), une usine d'embouteillage de jus de fruits Refresco (ancienne usine Pampryl puis Nuits-Saint-Georges Production devenue Refresco en 2007 après son rachat par le groupe Refresco), le groupe Pierre Le Goff, premier distributeur français de produits et matériels d'hygiène et de sécurité, le groupe France Boissons, la société Védrenne (rachetée par le groupe Renaud Cointreau et spécialisée dans la fabrication des liqueurs et crèmes de cassis (autre spécialité locale entrant dans la confection du Kir). Cette zone économique, créée en 1993, affiche en 2008 complet, ou presque. Il reste 45 000 m2 disponibles.
Au 1er janvier 2006, sur les 392 entreprises, commerces ou établissements implantés à Nuits-Saint-Georges, seulement 43 comptaient plus de 10 salariés. La répartition par secteurs d'activité était la suivante :
- industrie : 42 ;
- construction : 35 ;
- commerce et réparations : 140 ;
- services : 175.

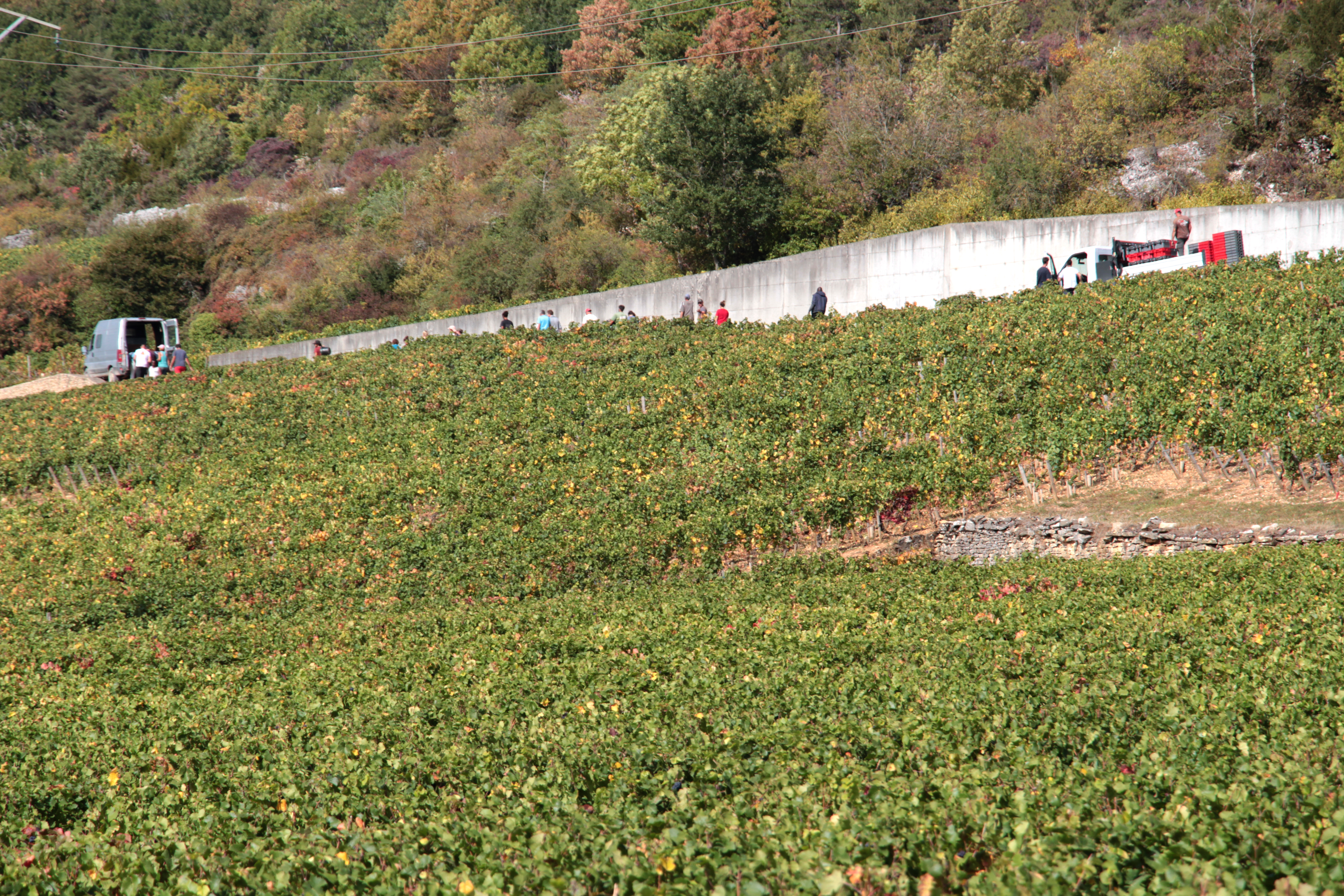
Vendangeurs dans les vignes de Nuits-Saint-Georges en septembre 2019.

Entre 1999 et 2004, le taux de chômage est passé de 8,2 % à 9,7 % de la population active : soit 253 demandeurs d'emploi contre 216, 5 ans auparavant. Sur la même période, la tendance en France était, quant à elle, nettement à la baisse puisque le taux de chômage a diminué de 2,3 points, passant de 11,2 % à 8,9 %.

## Équipements et services

### Services
La commune dispose d'une police municipale et d'un bureau de poste, d'une maison des services publics, d'un office de tourisme et d'un maison des services qui regroupe de nombreux organismes publics.

### Enseignement
Nuits-Saint-Georges dépend de l'académie de Dijon.
La ville compte cinq écoles, dont les quatre écoles publiques suivantes :
- Maternelle : l'école Jean de La Fontaine, et l'école Bernard Barbier ;
- Enseignement élémentaire : l'école Marie Maignot, et l'école Henri Challand.

Pour les familles optant pour un système scolaire privé, elles ont la possibilité d'inscrire leurs enfants à l'école Saint-Symphorien (maternelle et élémentaire).
Dans l'enseignement secondaire, la commune dispose d'un collège : le collège public Félix Tisserand.
En revanche, Nuits-Saint-Georges ne dispose pas d'un lycée. À la fin de leur année de troisième, les collégiens nuitons - qui poursuivent leur scolarité au lycée - doivent choisir parmi les lycées de Beaune ou ceux de l'agglomération dijonnaise (Brochon, Dijon, etc.).

### Associations culturelles et sportives
Les habitants participent à de nombreuses associations culturelles et sportives. Elles sont présentées sur le site de la mairie ou lors d'une manifestation qui se tient tous les ans sous les halles en septembre.

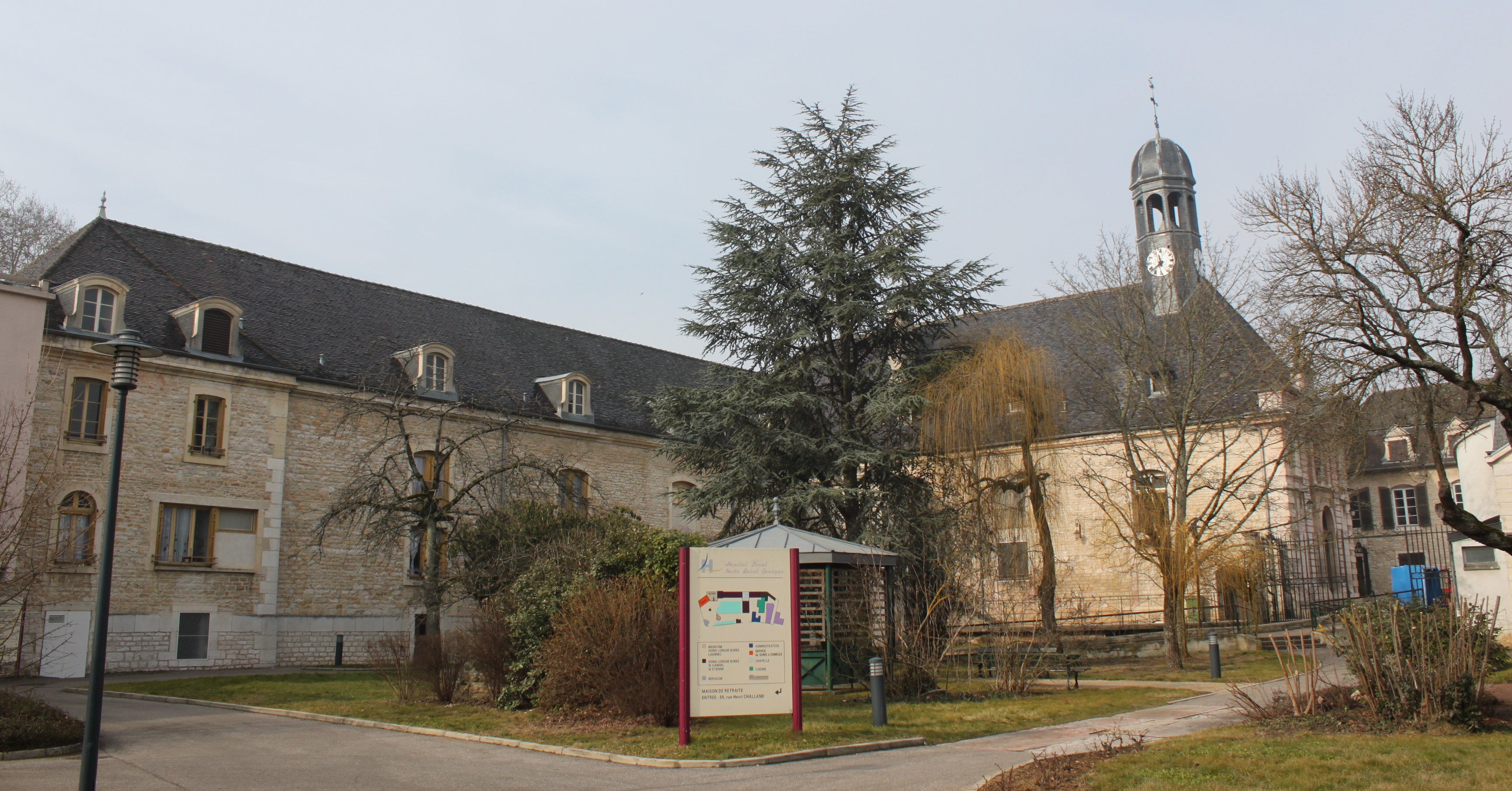
Hospices de Nuits-Saint-Georges.

### Santé
Un hôpital a été construit dès 1634. L'institution fonctionne toujours et bénéficie encore d'un supplément de ressource grâce à la vente aux enchères des vins de son domaine. L'hôpital, situé au sud du cœur historique, est tourné maintenant essentiellement vers la gériatrie. Pour les autres domaines, les malades doivent aller à Beaune ou dans l'agglomération dijonnaise. Une maison médicale regroupant des praticiens libéraux (radiologie, dentiste, médecine générale, nutritionniste...) a été créée. La ville dispose de 4 pharmacies, dont une ouverte également le samedi après-midi.

### Cultes
La paroisse de Nuits-Saint-Georges comprend également les communes d'Agencourt, d'Argilly, de Boncourt-le-Bois, de Chaux, de Corgoloin, de Gerland, de Premeaux-Prissey et de Quincey.
Dans la ville, des messes sont dites à Saint-Denis mais aussi à Saint-Symphorien qui, après avoir été longtemps désaffectée, a pu maintenant être rouverte au culte.

## Lieux et monuments

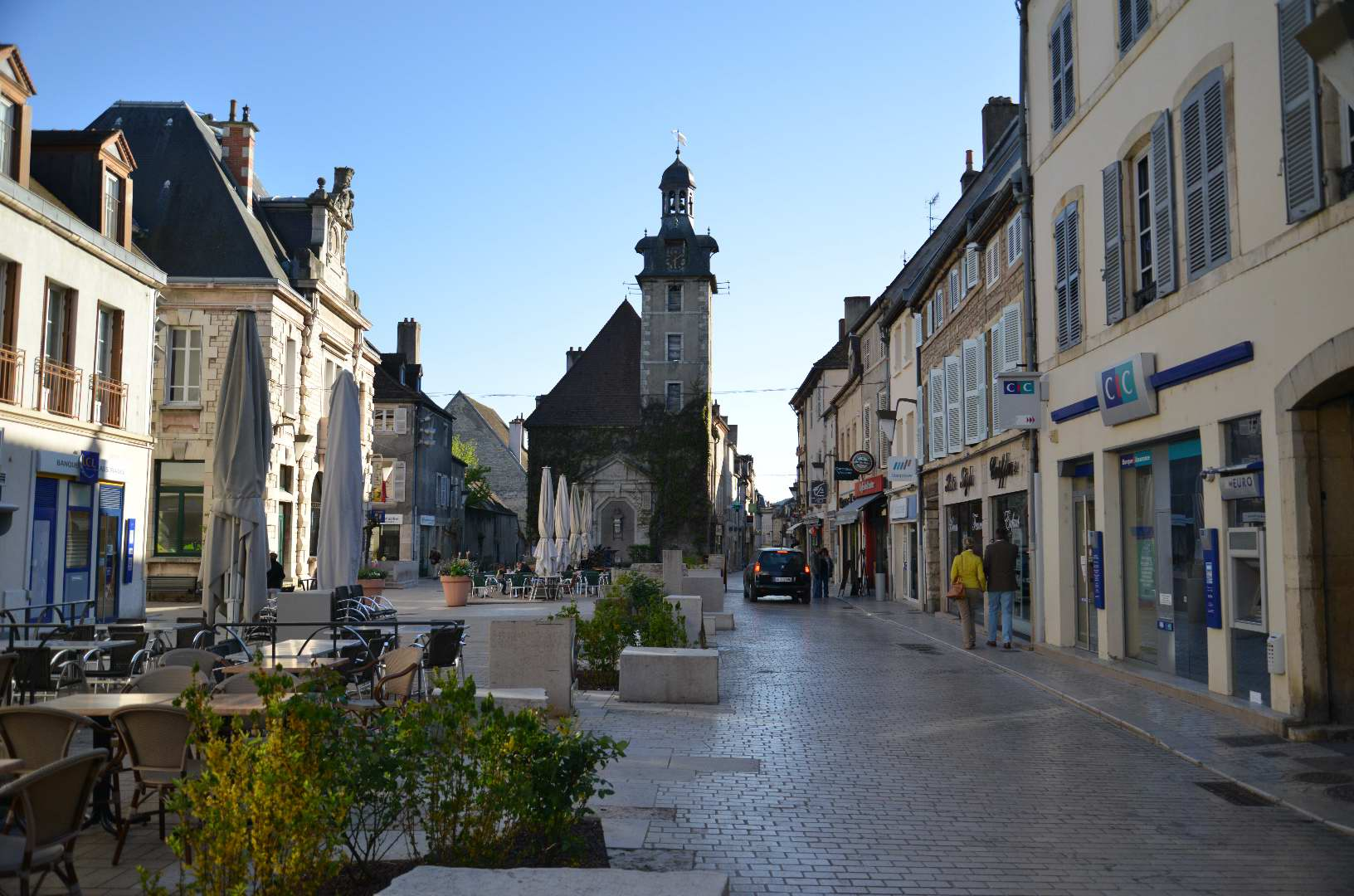
Beffroi de Nuits-Saint-Georges.

### Patrimoine civil

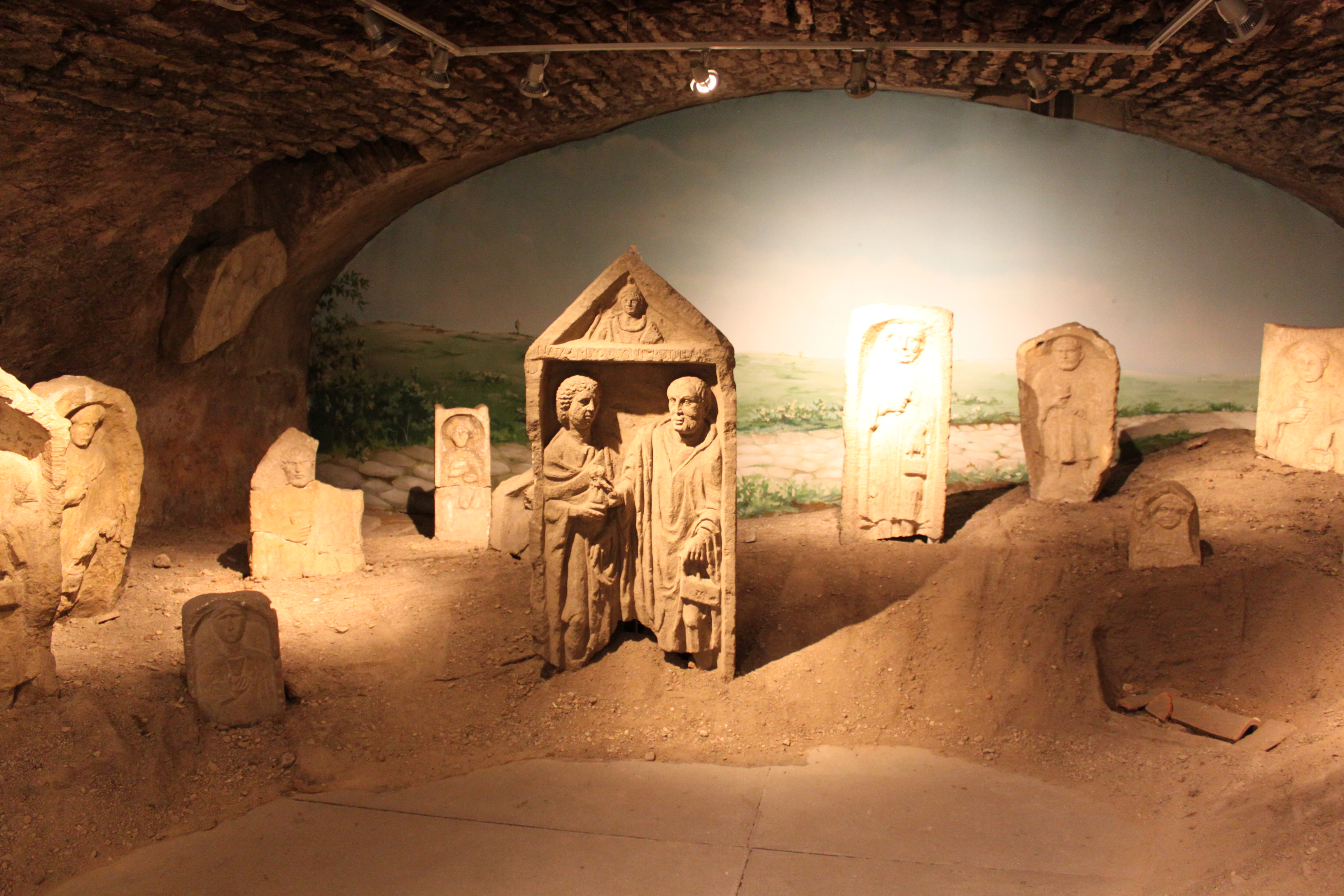
Musée d'Histoire et d'Archéologie.

La commune est riche de deux sites archéologiques majeurs : 
- Les Trous-Légers du magdalénien ;
- La station antique des Bolards de l'époque gallo-romaine.

Le musée municipal d'art et d'histoire, installé dans l'ancienne maison de Camille Rodier, l'un des fondateurs de la confrérie des chevaliers du Tastevin, présente, parmi d'autres traces de l'histoire, des éléments retrouvés sur ces sites (exposition permanente : stèles de la nécropole des Bolards ; exposition temporaire renouvelée chaque année). Le musée est ouvert au public de début mai à fin octobre, du mercredi au dimanche. Ses horaires sont du mercredi au vendredi de 10 h à 12 h et de 14 h à 18 h, ainsi que samedi et dimanche de 14h à 18h.
Le beffroi (maison carrée de 1610 à 1619, tour de 1619 à 1629, clocheton en 1633) situé au cœur de la vieille ville est le symbole actuel de Nuits.
Le château d'Entre-deux-Monts, qui est perdu dans la nature sur les hauteurs à l'extrémité du ban de la commune, constitue un beau témoignage d'architecture classique. Le corps du logis date du XVIIe siècle, il a été construit sur une ancienne ferme fortifiée qui a appartenu à Phillippe de Chaumergy, le défenseur de Beaune face aux français en 1478.
Deux musées, de création récente, illustrent les industries alimentaires de Nuits :
le Cassissium, unique musée au monde à traiter du cassis ;
et l'Imaginarium, consacré à la découverte des processus de fabrication des Crémants de Bourgogne et autres vins effervescents.
Le patrimoine moderne est représenté par un émetteur de télévision et de FM avec une tour hertzienne d'une hauteur de 150 mètres.

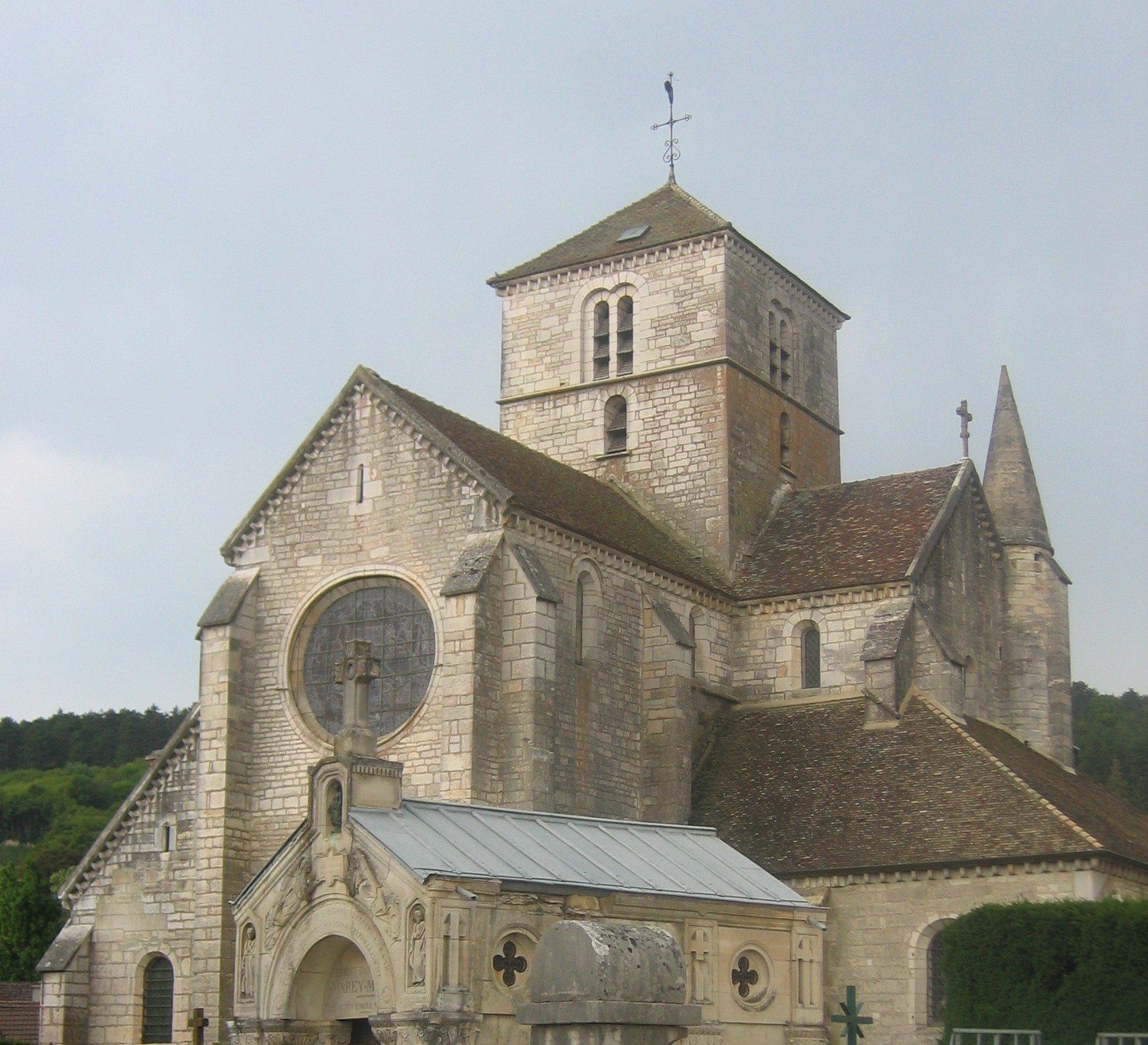
Église Saint-Symphorien.

### Patrimoine religieux

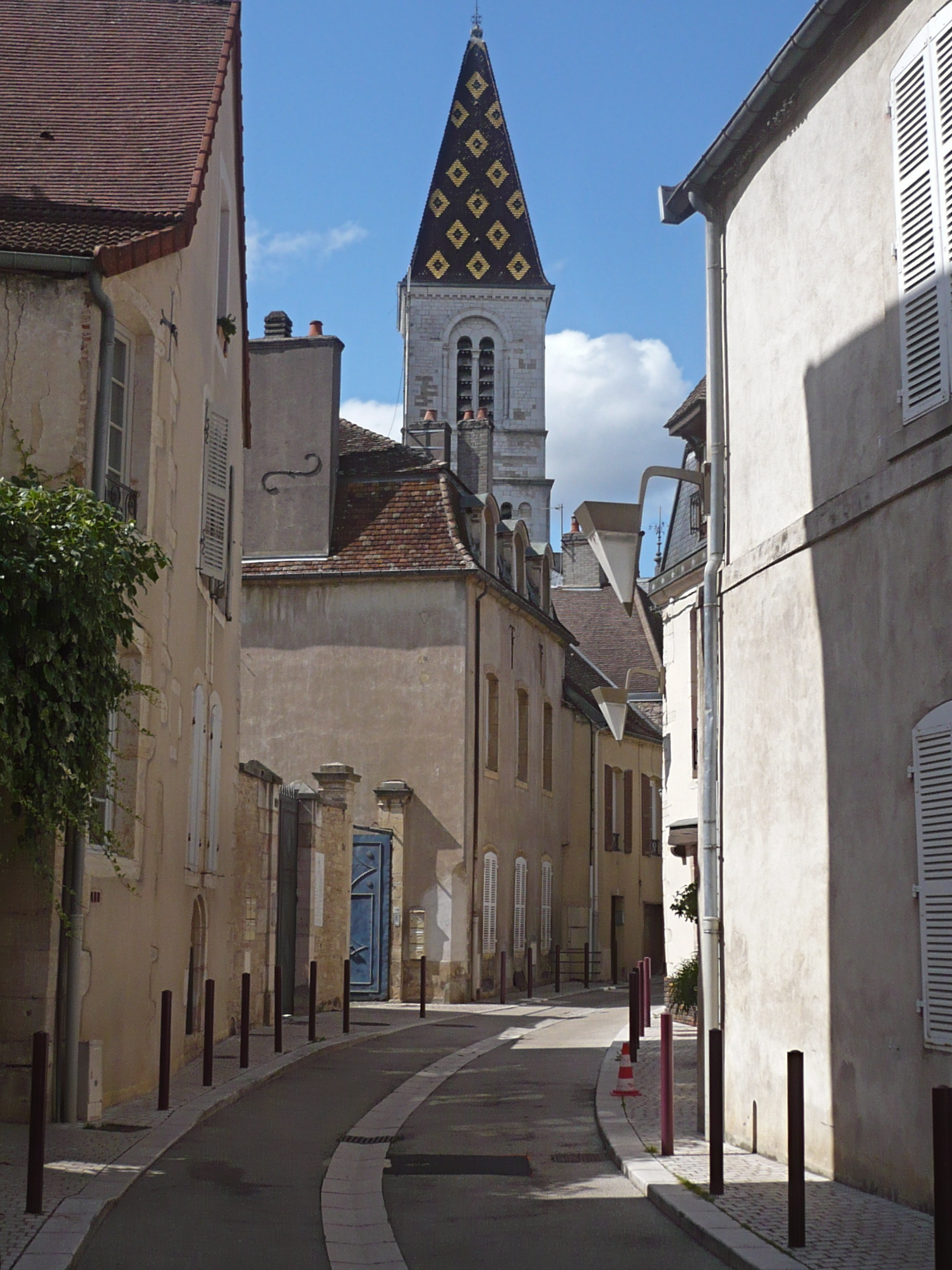
L'église Saint-Denis et son clocher à tuiles vernissées de Bourgogne.

L'église Saint-Symphorien est édifiée au XIIIe siècle. Son architecture est de style roman mais possède néanmoins quelques éléments gothiques. L'édifice est classé depuis 1913 aux monuments historiques. On peut aussi noter son cimetière comportant des tombes du XVIIe siècle et des sépultures de personnalités de l'Empire, du monde viticole et du monde scientifique.

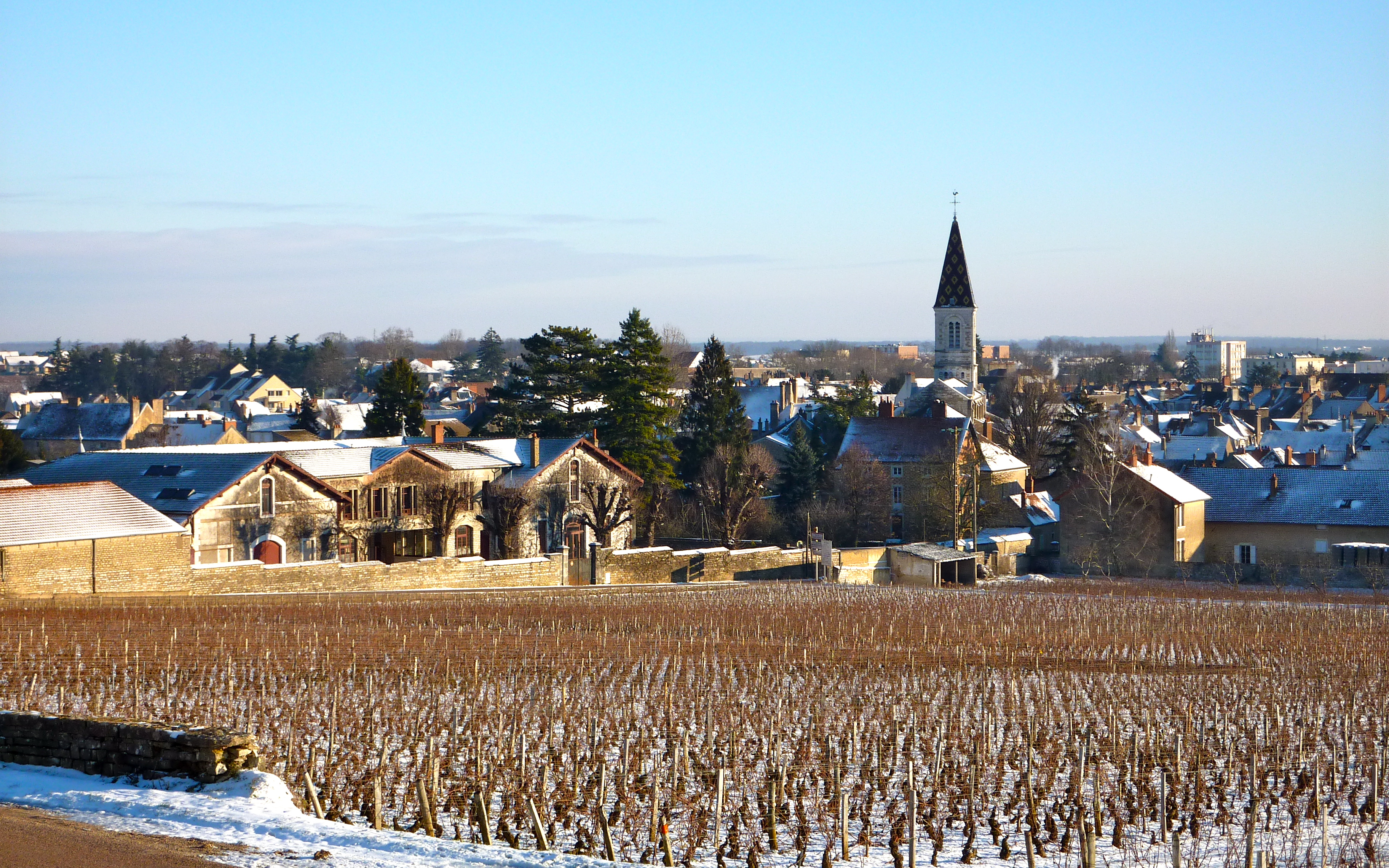
Église Saint-Denis (décembre 2010).
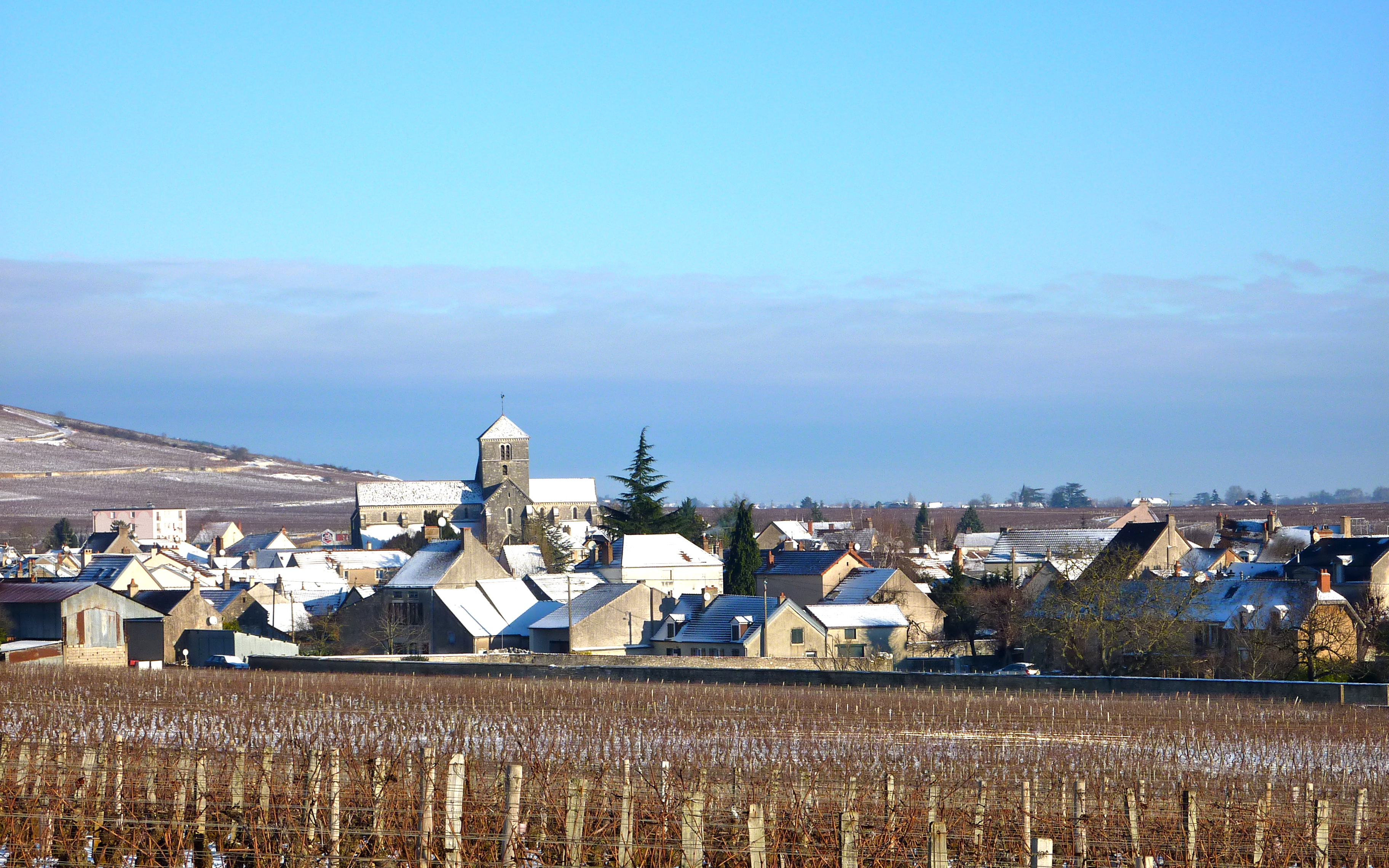
Église Saint-Symphorien (décembre 2010).

L'église Saint-Denis, néoromane, est quant à elle plus récente, XIXe siècle, et l'élément caractéristique est son orgue Cavaillé-Coll qui date de 1878. Deux cloches, Jeanne-Marie, 760 kg, bénie le 18 juin 1899 et Marie-Hélène, 1 300 kg, bénie le 20 février 2011 appellent les fidèles aux messes des dimanches et solennités.
Au nord-ouest du bourg, en bordure de la route départementale 25, on trouve la chapelle de la Serrée.
L'église de la Nativité de Notre Dame à Concœur daterait pour l'essentiel du XVe siècle mais d'importants remaniements ont été réalisés en 1858.

## Personnalités liées à la commune

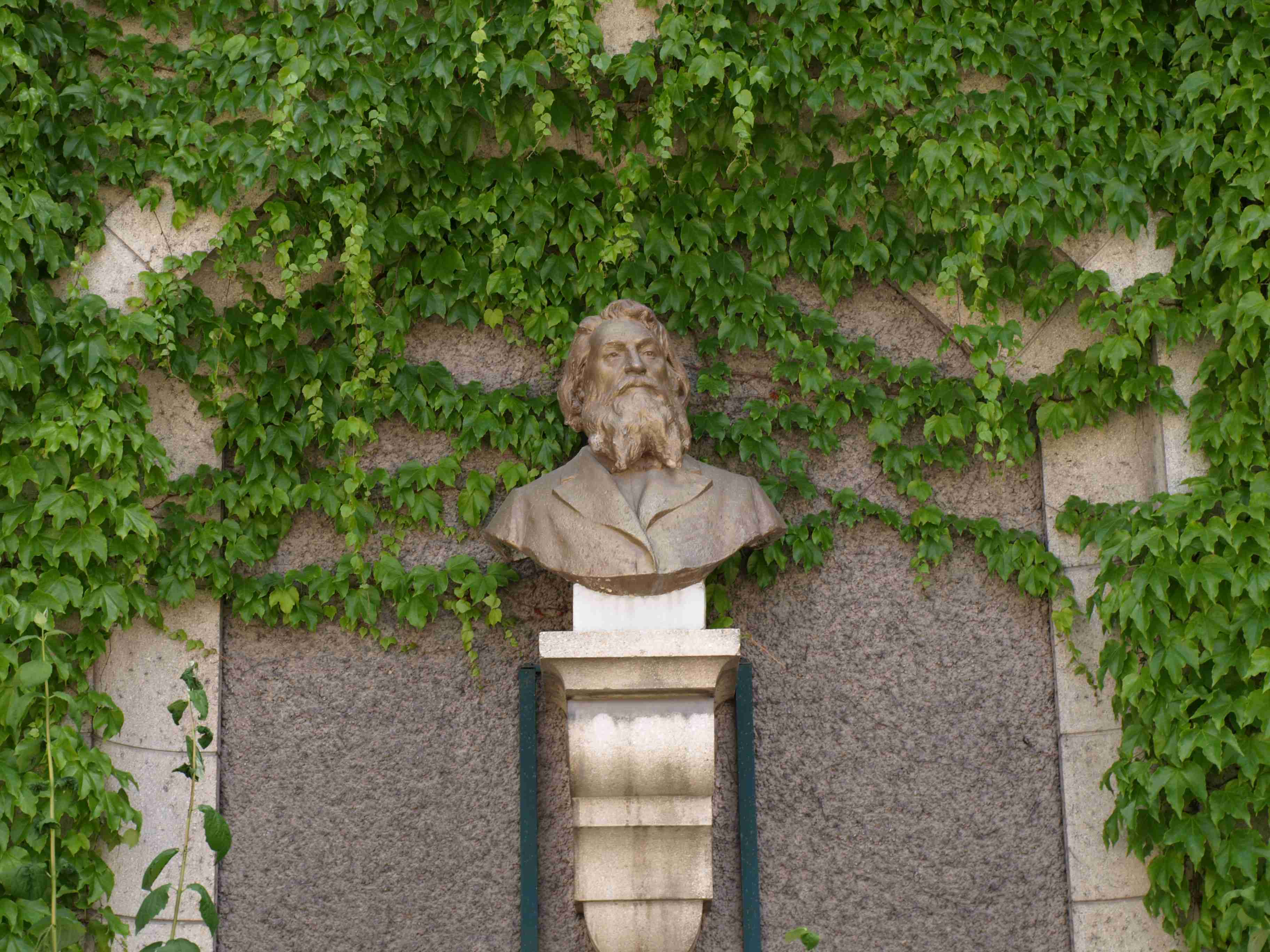
Buste de Paul Cabet à Nuits-Saint-Georges.

- Michel Sarrazin (1659-1734), médecin du roi à Québec, botaniste, biologiste, un des premiers scientifiques en Nouvelle-France.
- Pierre Sarrazin (1689-1763), acteur de théâtre, 106e sociétaire de la Comédie-Française.
- François Thurot (1727-1760), corsaire.
- Bernard Gros (1736-1802), avocat et magistrat, né à Nuits-Saint-Georges, député du tiers-état aux États généraux de 1789.
- Nicolas-Joseph Marey, dit « Maret jeune » puis « Marey-Monge » (1760-1818), homme politique français du XVIIIe siècle, gendre de Gaspard Monge. Il fut député de la Côte-d'Or (suppléant) à la l'Assemblée législative et à la Convention nationale.
- Charles-François Oudot (1755-1841), député de la Côte-d'Or, membre de la Convention, député au Conseil des Cinq-Cents et au Conseil des Anciens, et magistrat à la Cour de cassation.
- Guillaume Jouan (1767-1857). Né à Nuits et décédé à Paris. Chirurgien détaché à la Maison de l'Empereur Napoléon Ier. Chevalier de la Légion d'honneur.
- Guillaume Stanislas Marey-Monge (1796-1863), comte de Péluse, fils du précédent, général et homme politique français du XIXe siècle.
- Paul Cabet (1815-1876), sculpteur, élève et gendre de François Rude.
- Général André (1838-1913), né à Nuits-Saint-Georges, ministre de la Guerre.
- Félix Tisserand, (1845-1896), astronome, directeur de l'Observatoire de Toulouse (1873 -1878) puis de l'Observatoire de Paris (1892-1896), membre de l'Académie des sciences.
- Camille Rodier (1890-1963), fondateur de la confrérie des chevaliers du Tastevin avec son confrère Georges Faiveley.
- Pierre Chenu, aquarelliste et dessinateur, historien de Chalon-sur-Saône, né à Nuits-Saint-Georges en 1894 (décédé à Chalon-sur-Saône en 1986)[41].
- Georges Valentin, as de guerre français, abattu le 8 septembre 1944 au-dessus de Dijon, qui repose au cimetière de Nuits-Saint-Georges (où il s'était marié en 1932).
- Maurice Boitel (1919-2007), peintre qui a vécu à Nuits-Saint-Georges entre 1934 et 1939 puis a continué à venir peindre dans le canton jusqu'aux environs de 1955.
- Mgr Louis Cornet, évêque de Meaux en 1987.
- Arthur (1997-) et Edgar Retière (2001-), joueurs de rugby à XV jouant respectivement à l'Union Bordeaux Bègles et au Biarritz olympique qui ont grandi à Nuits-Saint-Georges.

## Héraldique
| Blason | Blasonnement : D'azur à trois bandes d'or, au chef de gueules chargé de trois quintefeuilles aussi d'or et soutenu d'une trangle d'argent. |

## Manifestations
Chaque année au mois de mars, et depuis 1962, se tient la célèbre vente aux enchères des vins des Hospices de Nuits-Saint-Georges. Une vente qui permet à l'hôpital local de récolter des fonds destinés à certains investissements de l'établissement. Chaque année également, une partie des bénéfices de cette vente est destinée à une association, le plus souvent à but caritatif.
La vente se fait aux enchères et à la chandelle. En général elle se tient dans le grand cellier du château du Clos de Vougeot.
La 47e vente des Hospices de Nuits-Saint-Georges s'est tenue les 15 et 16 mars 2008. Près de 140 pièces de vin étaient proposées à la vente. La pièce de charité a permis de récolter 34 000 euros pour l'Association Laurette Fugain qui lutte contre la leucémie.
Cette vente est très importante en Bourgogne, car elle donne une première tendance des prix de l'année à venir. Pour 2008 le prix moyen de la pièce a augmenté de 3,95 %.
La 50e Vente des Vins qui s'est tenue le 19 et 20 mars 2011 fut une vente anniversaire marquée par le 10e semi-marathon et l'élection de la 1re Reine des Vins de l'Ouvrée (association nuitonne) à la soirée d'ouverture le vendredi 18 mars. La pièce de charité fut vendue au Clos de Vougeot, en présence des humoristes Chevallier et Laspalès, à 32 000 euros au profit de l'institut Fournier, centre de dépistage précoce du cancer. La vente des Vins des Hospices de Nuits a rapporté à l’Hôpital la somme de 523 700 € (6 % de hausse par rapport à 2010) qui sera intégralement consacrée à des investissements en matériel médical.
À l'occasion de cette manifestation les viticulteurs proposent un salon de vins de Nuits, l'Association l'Ouvrée l'élection de la Reine des Vins du Canton de Nuits-Saint-Georges, la Cabotte un salon des chocolatiers avec Mickaël Azouz, champion du monde de pâtisserie, et l'association Nuits semi-marathon organisation propose un semi-marathon et un 10 kilomètres, devenus incontournables en Bourgogne. Les coureurs traversent les crus les plus prestigieux de la Bourgogne entre Nuits-Saint-Georges et le Château du Clos de Vougeot.
En octobre a lieu depuis plus de 20 ans la traditionnelle fête du vin bourru, organisée par La Cabotte, c'est l'occasion de gouter le vin nouveau de l'année autour d'un marché gourmand, renouvelée chaque année par la découverte de l'invité d'honneur.
Exposition annuelle au musée (musée de France) de Nuits Saint-Georges
Depuis quelques années, une exposition de six mois (du 2 mai au 31 octobre) a lieu au musée de Nuits-Saint-Georges, 12 rue Camille Rodier, concernant les grands événements qui se sont déroulés dans la commune. Les trois dernières expositions ont concerné :
- les églises du canton et la restauration de l'église Saint-Symphorien : « itinéraire singulier en pays de Cîteaux » (2007) ;
- la bataille de Nuits dite bataille de Dijon(18 décembre 1870). L'exposition a eu pour titre : « boutons de guêtres et baïonnettes » (2010) ;
- l'un des peintres les plus connus de la Nouvelle école de Paris ayant longtemps vécu et peint à Nuits-Saint-Georges : « Maurice Boitel, d'Alger à Nuits-Saint-Georges » (2011) ;
- Paul Cabet, sculpteur nuiton, pour l'exposition 2015.

## Littérature
- Alain Fauconnier, La Bataille de Nuits, 2012. Roman historique situé en 1870.